# Flora of the Lesser Antilles, Leeward and Windward Islands
Flora of the Lesser Antilles, Leeward and Windward Islands (abreviado Fl. Lesser Antilles) es un libro con ilustraciones y descripciones botánicas que fue escrito por el botánico estadounidense y taxónomo Richard Alden Howard y publicado en Cambridge en 6 volúmenes en los años 1974-1989.